# Waltham Manufacturing Company
A Waltham Manufacturing Company foi uma empresa que entre 1902 e 1908 montou automóveis em Waltham (Massachusetts).

## História
Uma das características dessa montadora era o emprego da transmissão por disco de atrito, uma espécie de transmissão continuamente variável (Câmbio CVT).
Estimam-se que foram produzidas entre 2500 e 3250 do modelo Orient Buckboard, que era equipado com um motor de um cilindro que fornecia 4 hp de potência.
Em 1908 essa empresa também comercializava um modelo com motor de dois cilindros refrigerado a água que fornecia 8 hp de potência.
Em 1909, essa empresa passou a ser denominada como Metz Automóveis.